# Chemnitzion
Chemnitzion ist eine Gattung nicht-amniotischer Landwirbeltiere aus der Familie der Zatracheidae aus dem Unterperm. Die einzige derzeit bekannte Art der Gattung ist Chemnitzion richteri.

## Forschungsgeschichte und Etymologie
Der Holotypus, und bislang einzige Fossilbeleg, der Art wurde im Rahmen einer, vom April 2008 bis zum Oktober 2011 vom Museum für Naturkunde Chemnitz (MfNC) in Chemnitz-Hilbersdorf durchgeführten, Forschungsgrabung gefunden. Ziel der Grabung war die Erkundung des Versteinerten Waldes von Chemnitz. Zu diesem Zweck wurde auf einem, von Bautätigkeiten verschont gebliebenen, Grundstück in der Frankenberger Straße der Untergrund auf einer Fläche von 24 × 18 m bis in eine Tiefe von rund 6 m aufgegraben, um die fossilreichen Schichten an der Basis des Zeisigwald-Tuffs zu erreichen.

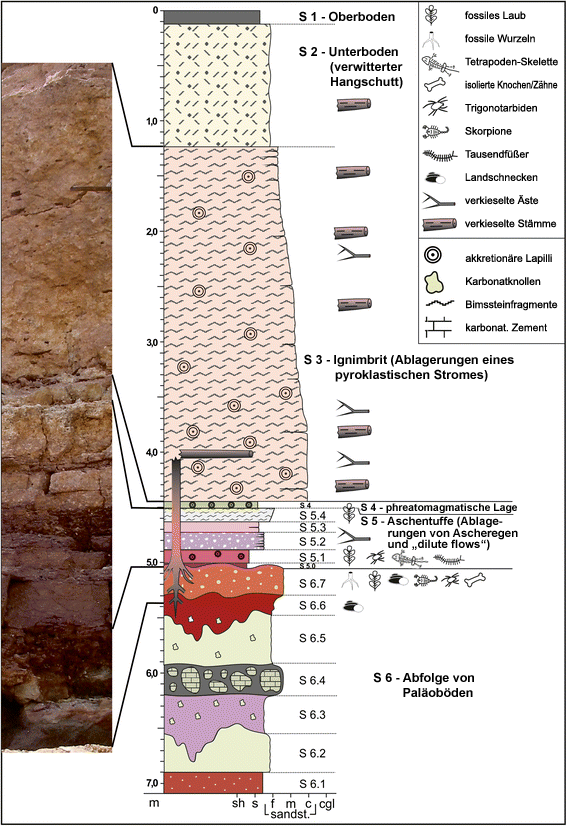
Standardprofil der Forschungsgrabung Chemnitz-Hilbersdorf

Der Fund gelang 2010 dem damaligen Schüler Marcel Hübner. Die Erstbeschreibung der neuen Gattung und Art erfolgte 2022 durch Ralf Werneburg, Florian Witzmann, Jörg Schneider und Ronny Rößler. Das Typusexemplar wird heute am Museum für Naturkunde Chemnitz unter der Inventarnummer MfNC-TA0949a,b aufbewahrt.
Der Gattungsname Chemnitzion nimmt Bezug auf den Fundort im Stadtgebiet von Chemnitz. Der Artzusatz richteri ehrt den Amateur-Paläontologen und Vorsitzenden des Freundeskreises des Museums für Naturkunde Chemnitz, Fred Richter.

## Fossilbeleg und Alterszuordnung
Der Holotypus umfasst ein artikuliertes (im anatomischen Zusammenhang stehendes) Teilskelett, dem nur der Schultergürtel und die Schwanzregion fehlen.
Das Fossil stammt aus den liegendsten Anteilen des Zeisigwald-Tuffs innerhalb der Leukersdorf-Formation der Vorerzgebirgs-Senke. Das Alter dieser Tuffe konnten auf Basis von SHRIMP-Uran-Blei-Datierungen an Zirkon auf 290,6±1,8 Ma bestimmt werden. Das entspricht chronostratigraphisch in etwa der Grenze zwischen Sakmarium und Artinskium.
Im Standardprofil der Forschungsgrabung von Chemnitz-Hilbersdorf wird der Fund von MfNC-TA0949a,b in der fossilreichen Schicht „S 5.1“ verortet, die als initiale Ascheablagerung des Vulkanausbruchs vor etwa 291 Ma interpretiert wird. Die teilweise unmittelbar darunter liegende, ebenfalls fossilreiche Schicht „S 6.7“ repräsentiert dagegen den hangendsten Teil des Paläobodens, in dem die Bäume des Versteinerten Waldes von Chemnitz wurzelten.
Lokal ist zwischen den fossilreichen Schichten „S 6.7“ und „S 5.1“ eine geringmächtige Schicht „S 5.0“ aus sehr feinen Aschetuffen eingeschaltet, die bereits Anzeichen einer beginnenden Durchwurzelung zeigt. Sie wird als Ablagerung des leichten Ascheregens eines schwächeren Vulkanausbruchs einige Zeit vor dem Hauptausbruch interpretiert, die sich hauptsächlich in Mulden und Senken des Waldbodens erhalten hat.

## Merkmale
Die Gesamtkörperlänge des Typusexemplars wird auf etwa 26 cm geschätzt, wobei davon ausgegangen wird, dass der Schwanz, ähnlich kurz wie bei der nahe verwandten Art Acanthostomatops vorax war. Der U-förmige Schädel ist mit einer Länge von 6,2 cm überproportional groß. Die Länge des stämmigen Rumpfes beträgt nur etwa das 1,7-fache der Schädellänge.
Wie alle Vertreter der Zatracheidae zeigt auch Chemnitzion richteri ein charakteristisches Knochenfenster zwischen Praemaxillae und Nasale, das sich posterior bis zwischen die externen Nasenöffnungen erstreckt und eine entsprechenden Öffnung im Bereich der Pflugscharbeine aufweist.
Chemnitzion richteri unterscheidet sich von anderen Vertretern der Zatracheidae durch eine Reihe von Merkmalen (Autapomorphien). Der postorbitale (hinter den Orbitae liegende) Teil des Schädels nimmt nur etwa 1⁄7 der Gesamtschädellänge ein. Die hinteren Gliedmaßen sind deutlich länger und kräftiger gebaut als die vorderen, wobei die Oberschenkelknochen (Femur) beinahe die Hälfte der Gesamtschädellänge erreichen. Die Nasenbeine sind flügelförmig und anterior um mehr als das Dreifache breiter als am posterioren Ende. Im Gegensatz zu adulten Individuen von Acanthostomatops vorax, ist das Exoccipitale, ein paariger Knochen der Schädelbasis, bei Chemnitzion richteri vollständig verknöchert. Die am Kreuzbeinwirbel ansetzenden Rippen sind langgestreckt, proximal breiter und mit schmalem Schaft und ebenfalls schmalem distalem Ende. Bei Acanthostomatops vorax erreicht der distale Teil der Kreuzbeinrippen die doppelte Breite des proximalen Teils. Der Oberarmknochen (Humerus) ist langgestreckt mit einem schlanken Schaft. Ein Knochenfortsatz als Ansatzpunkt für den Musculus supinator („supinator process“) ist am Oberarmknochen nicht vorhanden. Die Speiche (Radius) ist stark verlängert. Das Längenverhältnis von Radius zu Humerus liegt bei 0,79. Der vierte Mittelfußknochen ist kürzer als der dritte und weist einen breiteren Schaft auf.

## Systematik
Das nebenstehende Kladogramm zeigt das Ergebnis einer phylogenetischen Analyse, die 2022 im Rahmen der Erstbeschreibung von Chemnitzion richteri erstellt wurde. Chemnitzion richteri zeigt sich in dieser Analyse in einer Polytomie mit Acanthostomatops vorax und einer Klade bestehend aus Zatrachys serratus und den beiden Arten der Gattung Dasyceps.
Die Gattung Stegops, ursprünglich als Vertreter der Zatracheidae gedeutet, später jedoch als basaler Vertreter der Dissorophoidea interpretiert, wurde in dieser Analyse nicht berücksichtigt.

## Palökologie
Der Versteinerte Wald von Chemnitz wird als sogenannte T0-Fossillagerstätte gewertet. Mit dieser Bezeichnung soll angedeutet werden, dass sich die Fossillagerstätte in einem geologisch/paläontologisch bedeutungslosen Zeitraum („Zeitdauer t=0“; im Fall von vulkanischen Ascheregen tatsächlich Minuten bis Tage) gebildet hat und, mit Einschränkungen, eine Art „Schnappschuss“ des betroffenen Ökosystems repräsentiert. Chemnitzion richteri ist ein Teil dieses Ökosystems.

### Habitat
Der Versteinerte Wald von Chemnitz wuchs auf einer flachen Alluvialebene im Zentrum eines postvarizischen, räumlich begrenzten, intramontanen Sedimentbeckens. Zur Zeit seiner Entstehung befand sich der Wald auf einer Paläobreite von etwa 15° Nord in einem lokal subhumiden Gebiet in einer ansonsten semiariden subtropischen Region. Jahreszeitlich bedingte Regenperioden lieferten Niederschlagsmengen von 800–1100 mm und wechselten mit ausgedehnten Trockenzeiten. Ein hohes und weitgehend stabiles Grundwasserniveau förderte das Wachstum eines Waldes aus überwiegend hygrophilen Pflanzen.
Im unmittelbaren Umfeld des Fundortes von MfNC-TA0949a,b wurde der Baumbestand des Waldes dominiert durch Samenfarne aus der Gruppe der Medullosales (35 % aller in situ erhaltenen Baumstämme), gefolgt von Nacktsamern mit pycnoxylen (mit schmalen Markstrahlen versehenen) Hölzern (30 %), Baumfarnen der Gattung Psaronius (22 %) und baumartigen Schachtelhalmen aus der Gruppe der Kalamiten (13 %). Nacktsamer aus der Gruppe der Cordaitales und Schachtelhalme der Gattung Arthropitys formten das Kronendach des Waldes in <30 m Höhe. Möglicherweise waren auch Koniferen der Gattung Walchia an der Bildung des Kronendachs beteiligt, obwohl ein direkter in-situ-Nachweis für die Ausgrabung Chemnitz-Hilbersdorf nicht vorliegt. Samenfarne und Baumfarne bildeten mit Wuchshöhen von <15 m eine untere Baumschicht. Ebenfalls aus dem Zeisigwald-Tuff nachgewiesene Vertreter der Palmfarne (Cycadales) waren mit geschätzten Wuchshöhen von <5 m vermutlich Teil der Strauchschicht.
Chemnitzion richteri teilte diesen Lebensraum mit dem grazilen, vermutlich baumbewohnenden Varanopiden Ascendonanus nestleri, einem, noch namenlosen, Vertreter der Aïstopoda sowie einem großen Gliederfüßer der Gattung Arthropleura. Dazu kommen, unter anderem, noch der Skorpion ?Opsieobuthus tungeri, die trigonotarbide Spinne Permotarbus schuberti und zahlreiche Exemplare von Landlungenschnecken der Gattung Dendropupa.

### Lebensweise
Die kräftigen Gliedmaßen, insbesondere der sehr lange Oberschenkelknochen und die verlängerte Speiche, deuten darauf hin, dass Chemnitzion richteri, wie wahrscheinlich alle Vertreter der Zatracheidae, ein terrestrischer Bodenbewohner war. Die charakteristische Schädelöffnung im Bereich zwischen Praemaxillae und Nasale, beziehungsweise der Pflugscharbeine, wird als Sitz einer Drüse interpretiert, die für die Jagd ein klebriges Sekret für die Zunge absonderte. Die besonders kräftigen Hinterbeine ermöglichten Chemnitzion richteri wohl ein stoßartiges Vorschieben des Körpers um Beute zu überwältigen oder erhöhte Lauerpositionen zu erreichen. Zu einer hüpfenden Fortbewegung, wie man sie etwa von rezenten Froschlurchen kennt, waren die Tiere aber wahrscheinlich nicht in der Lage.

### Taphonomie
Die Taphonomie des Holotypus MfNC-TA0949a,b lässt einige Rückschlüsse zu, unter welchen Umständen das Individuum ums Leben gekommen und als Fossil erhalten geblieben ist, wobei der Ort der Fossilwerdung dem allgemeinen Befund entsprechend, als ident mit dem Sterbeort angenommen wird. Im Gegensatz zu den meisten anderen Wirbeltierfunden aus der Schicht „S 5.1“ der Forschungsgrabung von Chemnitz-Hilbersdorf wurde dieses Skelett nicht weitgehend parallel zur Schichtgrenze orientiert gefunden, sondern in einem Winkel von etwa 20° aus der Horizontalen geneigt und in seiner Längsachse verkippt. Die linke Seite des Schädels nahm innerhalb der Tuffschicht die höchste Position ein, die rechte hintere Gliedmaße die tiefste. Vermutet wird, dass das Tier unter einer Ansammlung von Totholz und frisch von den Bäumen gebrochenen Ästen und Zweigen Schutz vor dem Ascheregen gesucht hatte. Mit zunehmender Auflast durch den Ascheregen versuchte das Tier vermutlich sich aus dieser Falle unter Einsatz der kräftigen Hinterbeine zu befreien, scheiterte dabei, und wurde in dieser ungewöhnlichen Stellung in der Vulkanasche eingebettet.